# Konopki-Jałbrzyków Stok
Konopki Jałbrzyków Stok is een plaats in het Poolse district  Zambrowski, woiwodschap Podlachië. De plaats maakt deel uit van de gemeente Zambrów en telt 170 inwoners.